# Parafia Madison
Parafia Madison (ang. Madison Parish) – parafia cywilna w stanie Luizjana w Stanach Zjednoczonych. Obszar całkowity parafii obejmuje powierzchnię 650,9 mil² (1 685,83 km²). Według danych z 2010 r. parafia miała 12 093 mieszkańców. Parafia powstała w 1838 roku i nosi imię Jamesa Madisona, czwartego prezydenta Stanów Zjednoczonych.

## Sąsiednie parafie
- Parafia East Carroll (północ)
- Hrabstwo Warren (Missisipi) (wschód)
- Parafia Tensas (południe)
- Parafia Franklin (południowy zachód)
- Parafia Richland (północny zachód)

## Miasta
- Tallulah

## Wioski
- Delta
- Mound
- Richmond